# Història de l'Armada de Mèxic
L'Armada de Mèxic va ser creada des de la consumació de la independència, el 1821, encara que va ser al segle xx quan va adquirir més importància i atenció per part dels governs. El 26 de gener de 1912 es va publicar en el Diari Oficial de la Federació l'Ordenança General de l'Armada. El 31 de desembre de 1994 (aquesta data està mal referenciada) va ser creada la Secretaria de Marina (a partir de 1940) com a entitat rectora de l'Armada de Mèxic, fins aleshores havia depès de la Secretaria de Guerra i Marina.

## Antecedents
Es coneix com a comerç, en termes històrics, el principal generador de la creació de la navegació al món, així com de la marina de guerra, ja que després d'això, es va generar la necessitat de protegir les mateixes embarcacions dels pirates que volien apoderar-se dels béns que hi transportaven per qüestions de riquesa i valor econòmic. Aquest fenomen és el més estudiat i conegut al món, ja que moltes vegades a la història s'apunta cap als pobles europeus com a pioners, ja que circumdaven el Mar Mediterrani. Al llarg de la història, amb el desenvolupament de noves tècniques i eines de navegació, es van començar a utilitzar els vaixells com a instrument dels exèrcits per transportar soldats a llocs allunyats del seu territori i protegir les poblacions de possibles atacs de pirates, tots principalment vinculats al tema militar terrestre.
La primera batalla naval registrada de la història va ser la batalla del Delta del riu Nil, en temps de Ramsès III (segle 12 aC).
Una altra famosa batalla naval va ser la batalla de Salamina entre grecs i perses, durant les anomenades Guerres Mèdiques (any 480 aC), relatada per Heròdot en les seves històries.
L'activitat naval a Mèxic s'inicia amb les activitats marítimes que els pobles indígenes van desenvolupar a Mesoamèrica, en la cultura i coneixements que es van heretar d'Espanya -on s'ajunten els coneixements de diverses cultures que van navegar pel Mar Mediterrani-, així com la dels primers navegants que van recórrer en les seves expedicions les costes d'Àfrica i l'Índia. Amb l'avanç cada vegada més rellevant dels coneixements i experiències que havien après els uns dels altres, quan finalment es van creuar l'Oceà Atlàntic va arribar a les costes del continent americà.
Abans de l'arribada de les primeres exploracions espanyoles el 1521, el territori mexicà es trobava dirigit per petites nacions diferents en qüestions de política i cultura. Les cultures principals i més poderoses es trobaven assentades en l'altiplà mexicà, la qual cosa els situava lluny del mar, ja que eren separats del litoral per les grans formacions rocoses de la Sierra Madre Oriental i la Sierra Madre Occidental. Els pobles costaners, que es trobaven per aquell temps menys desenvolupats i que, a més, molts dels quals havien de pagar tribut als altres, van practicar la navegació fluvial i marítima amb l'únic propòsit de pesca i en alguns casos qüestionis comercials; és cert, doncs, que fins al moment no es disposa de cap referència fidedigna que esmenti l'ocupació d'embarcacions militars. Tanmateix, no es dona per fet que aquestes no haguessin existit, ja que es pot arribar a pensar que alguns pobles costaners podrien haver utilitzat petites embarcacions amb el propòsit de transportar soldats a una àrea de batalla o inclusivament es podria parlar dels asteques que, per ser una cultura principalment guerrera i dependent del seu exèrcit al qual devia el seu poder, usava aquestes embarcacions para per sortir a combatre des de Tenochtitlan pel llac de Texcoco.
Si ens remuntem a la més antiga civilització de Mesoamèrica, que va existir aproximadament en els anys 1500 aC i que va desaparèixer cap al 900 aC, va ser la cultura Olmeca; d'aquesta cultura es tenen molt pocs vestigis arqueològics, si parlem en termes marítims, la informació és molt reduïda. Malgrat això, els Olmeca eren una civilització establerta a les costes mexicanes, en una zona que va anar densament fluvial i pantanosa que avui coneixem com els estats de Tabasco i Veracruz, per la qual cosa molts suposen que van utilitzar la navegació a través de les canoes, fet que va ser confirmat pels arqueòlegs mexicans Ramón Pinya Chan i José Luis Covarrubias, que en el seu llibre titulat El Puieblo del Jaguar, els Olmecas Antics, expliquen que a La Venda s'havien trobat unes representacions a estil de canoes, fcosa que les va fer suposar que navegaven del riu Tonalá amb direcció al mar.
Temps després, els maies van desenvolupar una gran quantitat de coneixements científics en diferents camps de l'astronomia, de la matemàtica, l'arquitectura, la medicina així com l'enginyeria, aquests coneixements han sorprès gran part de la comunitat científica actual i que encara són objecte d'estudi en diferents camps de la ciència moderna, trobat en els objectes arqueològics. Els mayas fins i tot van arribar a ser coneguts com a navegants i artesans navals, ja que van ser aquestes embarcacions les que es van trobar per primera vegada amb els espanyols en una de les primeres expedicions en el nou continent, no po res J. Eric S. Thompson va cridar a la cultura maya com "Els Fenicis del Nou Món". Bernal Díaz del Castillo escriu en les seves cartes que en Catoche, situat a l'extrem nord-est de Yucatán, haver vist "deu canoes molt grans plenes d'indis que venien a rem i vela", explica després com eren aquelles canoes, "aquestes són canoes fetes a manera de artesas i són grans i de maderos gruixuts i cavats... i moltes d'elles en què caben quaranta indis". Cristòfor Colom va escriure després del seu quart viatge, la qual cosa sembla la trobada espanyola amb una d'aquestes "canoes" que va trobar prop de les anomenades Illes de la Badia a Hondures, descrivint-la del llarg d'una galera i d'uns cinc colzes d'ample, la qual cosa avui seria com d'uns 2,5 m aproximadament. Avui se sap que les rutes marítimes dels maies abastaven la regió de la Huasteca, Centreamèrica i algunes illes del Carib, transportant mercaderies de diversos llocs que visitaven per a la seva venda.
Un altre exemple dels antecedents de la història mexicana naval és el dels asteques, als quals es pot reconèixer com una cultura aquàtica d'assentament lacustre, ja que la seva civilització es va desenvolupar enmig del llac de Texcoco, per la qual cosa van tenir la necessitat de transportar-se sobre chinampas unides entre elles amb la finalitat d'aconseguir blocs comunicats per canals. Els espanyols van quedar simplement meravellats amb l'estètica de Tenochtitlán. Bernal Díaz del Castillo descriu l'arribada d'espanyols a Iztapalapa el 8 de novembre de 1519 escrivint el següent: "ens quedem admirats i dèiem que parescía a les coses d'encantament que expliquen en el llibre de Amadís, per les grans torres i cúes i edificis que tenien dins de l'aigua, i tots de calicanto, i àdhuc alguns dels nostres soldats deien que si allò que veien si era entre somnis, i no és de maravillar, que jo ho escrigui aquí desta manera, perquè hi ha molt per a ponderar en això i no sé com ho expliqui, veure coses mai sentides ni vistes ni àdhuc somiades com vam veure…"
Els indígenes i espanyols serien els protagonistes d'una de les paradoxes més interessants en la història de Mèxic, perquè va ser a la regió coneguda com a altiplà, que es troba a 2,300 msnm, que es va iniciar la història de la construcció naval en el continent d'Amèrica, quan Cortès va decidir manar a construir en Tlaxcala tretze bergantins que després servirien per posar en lloc a la gran Tenochtitlán generar-se una batalla naval en el mateix llac de Texcoco entre les embarcacions espanyoles i les canoes asteques, corresponent la victòria als espanyols el 13 d'agost de 1521. Hernán Cortés, després de la derrota del 30 de juny de 1520 coneguda com la de La Nit Trista, i la seva experiència guanyada en la batalla durant la qual molts dels seus cavalls i soldats van morir en els talls de les calçades, va creure convenient que la millor manera per atacar i guanyar amb èxit la batalla era utilitzar una mobilitat militar combinada per dues forces, és a dir enviar un atac per aigua i un altre per terra.

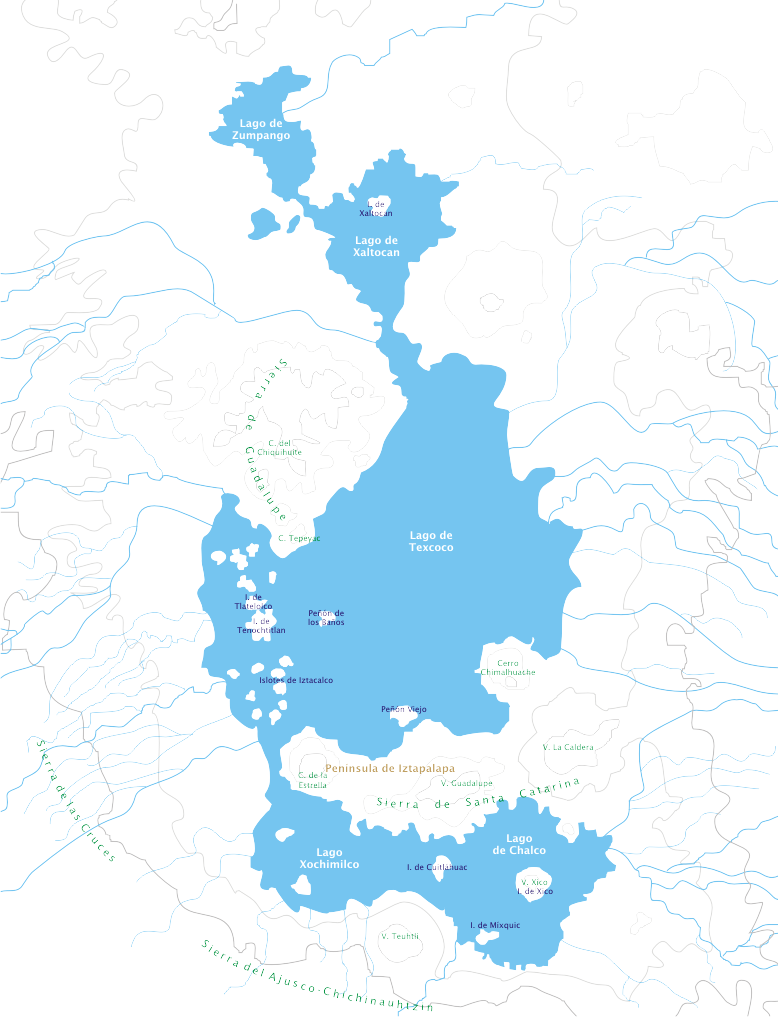
Estat primitiu del llac de Texcoco, lloc on van navegar les 12 bergantins de Cortès.

Va manar de fer, doncs, a Tlaxcala, 12 bergantins (encara que aquest canviaria d'idea i després serien tretze), iniciant-se la seva construcció cap a octubre de 1520 i concloent-se aproximadament pels mesos de febrer o març del següent any. Sembla gairebé impossible i estrany la de fabricar, en Tlaxcala, que era un poblat molt terra endins la quantitat més gran de les parts dels navilis, ja que després de la creació de les mateixes havien de ser transportades pel que serien gairebé 100 km per un terreny muntanyenc, fins a arribar a Texcoco de Mora que es trobava llavors a les ribes del llac de Texcoco. La reposada es troba que els tlaxcalteques, llavors, eren el principal i únic suport que tenien en aquests dies els espanyols. Malgrat això, gràcies a l'ajuda dels mateixos que els brindaban lo millor possible, i dels fusters i ferrers la forassenyada idea es va tornar realitat. Abans del començament de les obres, ja Cortesa havia enviat a Santa Cruz a Veracruz perquè li portés a Tlaxcala dels vaixells que havien estat desmantellats algunes parts com les ancores, el clavaó, les estopes, les veles, els cables i unes eixàrcies, així com d'uns calders que servirien per fer la brea; amb això, els mariners van fer una resina anomenada peix, que és necessària per a les juntes i el calafateig de les embarcacions en uns pujols propers a Tlaxcala en Huejotzingo. El fuster, Martín López, que s'especialitzava en obres navals i que ja havia construït 4 bergantins que havien estat cremades pels indígenes en La Nit Trista, va dirigir l'encàrrec que li hi havia impost Cortès, per octubre de 1520. López va arribar a Tlaxcala amb les eines necessàries per després començar a buscar a les muntanyes que es trobaven a prop la fusta d'alzina, pi i roure que caldria per a la seva construcció.
Els bergantins al final de la seva construcció van ser provats en el riu Zahuapan el qual els indígenes havien estancat per complir aquell propòsit. Al final d'aquestes proves els bergantins van ser desbaratats una altra vegada per així aconseguir el seu transport de Tlaxcala a Texcoco de Mora, on tornarien a armar-se i serien dotats d'artilleria. L'operació de la defensa de les peces en el seu transport a Texcoco (ja que era un volum molt considerable de fusta i aparells), va estar a càrrec de Gonzalo de Sandoval, que devia creuar muntanyes, passant per terres enemigues, pel que es va fer de dos-cents soldats espanyols, 20 escopeters així com ballesters i 15 de cavalleria, més gran part de l'exèrcit tlaxcalteca.
A la seva arribada a Texcoco van començar a cavar amb la finalitat de crear un pou a manera de dic que serviria per armar els bergantins, construint també una rasa que comuniqués al dic amb el llac. Les mesures de els bergantins, segons C. Harvey Gardiner, podrien haver estat d'aquestes característiques, per tal com comptaven amb pocs recursos: aproximadament una eslora d'entre 11,76 m i 13,44 m això, per a l'embarcació que comandaria a les altres. Si tenim en compte l'amplària del canal de Texcoco, devia ser de 3,92 m i la màniga màxima d'uns 2,24 a 2,52 m com a màxim, un calat aproximat d'entre 56 i 70 cm i una altura lliure d'1,12 m.
Les petites embarcacions estaven compostes de marins que servien de remers en cada costat de la mateixa i tenien un o dos arbres amb veles si podem observar el Còdex Florentino. La propulsió principal de les embarcacions era dels rems curts i cada bergantí arribava a transportar fins a 25 persones incloent al Capità. El 28 d'abril de 1521 els bergantins es trobaven enfilats a la rasa amb la finalitat de navegar en direcció a la capital asteca i començar la batalla, comprovant així la seva eficiència per a la guerra. Les operacions i les tècniques usades corrien a mà del coneixement espanyol, mentre que la mà d'obra, així com el transport i la construcció de la rasa eren indígenes, ja que per als soldats espanyols que comandaven i vigilaven el transport, resultaria incòmode haver de participar en el mateix quan es tenien milers d'indígenes a la seva disposició. És així com neixen els inicis de la construcció naval a Amèrica amb finalitats eminentment militars, però a més, de tipus modern, ja que aquells principis de tecnologia serien desenvolupats en les drassanes del segle XX. L'inici del lloc va començar en el mes de maig de 1521 i es va perllongar per 75 dies segons paraules de Cortesa, segons això el lloc va haver d'haver iniciat el 30 de maig, no obstant això, Bernal Díaz del Castillo afirma que aquest va durar 93 dies. Durant els preparatius per a la guerra lacustre, Ixtlixochitl, que llavors era el rei de Texcoco imposat pel mateix Cortès, va ordenar que s'agrupessin totes les canoes del regne disponibles perquè algunes acompanyessin en la seva anada als bergantins i que les altres fossin usades per al transport de material militar per al lloc. Quan la flota va estar llesta, van salpar de Texcoco per anar sobre Tenochtitlan. Podríem anomenar aquesta peculiar armada com la coalició Hispà–Texcoco-Tlaxcalteca, composta de tretze bergantins armats d'un canó, ballesters i arcabussers i una quantitat que no podem precisar de canoes indígenes tripulades amb guerrers de la coalició, encara que s'esmenten diversos milers que van començar el lloc. Les operacions militars que es van desenvolupar en el llac de Texcoco es poden considerar com una veritable batalla naval, ja que els asteques van haver d'enfrontar a la flota de la coalició composta de centenars de canoes, generant-se el primer enfrontament durant l'assalt a Iztapalapa en el lloc conegut com a Penyal Gran, on, segons els relats de l'època, es va desenvolupar una batalla molt aferrissada per la protecció del lloc. La diferència tecnològica d'armaments i el nombre d'adversaris als quals es van enfrontar els asteques van donar lloc a la victòria Aliada, que van tirar en orris a més de cinc-centes canoes asteques, malgrat això els asteques van aconseguir encallar dos bergantins, fet que va produir la mort dels seus tripulants i va restar força als espanyols. La victòria espanyola no va significar la rendició dels asteques; la guerra de conquesta es va perllongar dia amb dia fins al 13 d'agost amb la captura del tlatoani Cuauhtémoc.
Quan els asteques van perdre el seu últim reducte de terra, els bergantins van començar a perseguir i destruir les canoes asteques pels canals del llac. García Olguín, que era capità d'un bergantí, va capturar l'embarcació on es trobaven els senyors de Mèxic, Tezcoco i Tlacopan: Cuauhtemótzin, Conacochtzin, Tetlepanquetzaltzin, vestint mantes d'atzavara ja molt brutes per la gana i la malaltia que s'havia generat a la ciutat. Gonzalo de Sandoval i García Olguín els van portar davant de Cortès, que es trobava al barri de Amexcac, és aquí on el tlatoani mexicà diu que el ja havia fet tot el va poder de la seva part per defensar al seu poble, que ara el fes el que volgués posant-li a Cortès un punyal a la mà perquè el matés.

## La Nova Espanya i l'Armada de Sobrevent

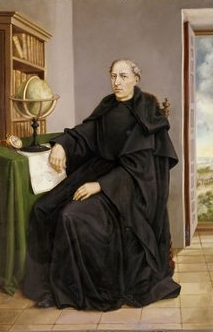
Andrés de Urdaneta va descobrir i va documentar la ruta a través de l'oceà Pacífic des de les Filipines fins a Acapulco, coneguda com Ruta de Urdaneta o tornaviaje.

A la ja constituïda Ciutat de Mèxic es va planejar una de les expedicions més importants de la navegació del segle xvi, perquè va contribuir a trobar la ruta d'Amèrica a Àsia a més de la conquesta i colonització espanyoles de les Illes Filipines. Felipe II, rei d'Espanya va decidir ordenar al Virrey Luis de Velasco l'any de 1559 perquè organitzés una expedició de conquesta de les Illes Filipines, que van ser descobertes durant l'expedició de Magallanes en 1521. Es va nomenar llavors cap de l'expedició a Fra Andrés de Urdaneta i Zerain, que era un religiós agustí, així com profund coneixedor de les ciències nàutiques. Urdaneta va declinar al cap de poc, quedant el comandament de l'operació el Gral. Miguel López de Legazpi. Malgrat haver declinat, Urdaneta va formular el projecte de navegació per a l'expedició. Els preparatius per a l'inici de l'expedició van durar 5 anys. Urdaneta envia al Rei el pla a seguir, on creu convenient que l'esquadra surti d'Acapulco, perquè deia que el de Barra de Nadal era de terra "malsana", ja que molta gent peria. Deia, doncs, que el port d'Acapulco era el lloc indicat per l'armi de la drassana i la fabricació de navilis així com la càrrega i descàrrega d'aquests, deia que en Acapulco d'igual forma es podia fer tota l'artilleria i ancores que es necessitessin, ja que hi havia molt coure, del que es podia fer artilleria, encara que no gaire bona perquè rebenta ràpidament. Sobre la logística de personal afegia que era necessari portar a mestissos, mulats, negres i esclaus emancipats i donar-los ofici.
L'Armada estava composta de la nau capitana de 500 tones anomenada “Sant Pere”, El “Sant Pablo” que era la nau almirant i tenia un tonatge de 400 tones; del galeó “Sant Joan” de 100 tones i el patatxo “Sant Lucas”. Aquestes embarcacions, van ser construïdes en drassanes novohispanes i van salpar del Port de Barra de Nadal el 21 de novembre de 1564. El pla de Urdaneta plantejava navegar amb direcció a Nova Guinea; no obstant això, el rei li va ordenar navegar directament a les Filipines. Al principi van arribar a les illes Carolines Orientals, conegudes avui dia com Illes Marshall on descobreixen una illa que no era esmentada en cap mapa, motiu pel qual li van donar el nom de Barbuts, després van tocar les Illes Mariannes on van prendre possessió de l'Illa de Guam, per després arribar a l'illa de Samar que es troba en l'arxipèlag filipí. Després de la seva arribada a l'illa de Samar, l'esquadra es dirigeix a Leyte i després a Mindanao, recorrent moltes illes fins a la seva arribo a Illa de Cebú en la qual van lliurar lleugers combats en terra amb els indígenes del lloc, desembarcant el 5 de maig de 1565 per iniciar una campanya militar curta que va acabar amb l'ocupació definitiva de l'illa, fundant la Vila de San Miguel, que va fundar com la capital de les illes conquistades fins a 1571. El retorn de l'expedició es va disposar per l'1 de juny de 1565, perquè Legazpi va romandre a les Filipines per iniciar el procés de colonització com l'havia ordenat el rei, quedant-se com a primer governador de les Filipines nomenat per la Corona espanyola. En aquest viatge només va participar el galeón "Sant Pere" que estava al comandament del capità Felipe de Salcedo, net de Legazpi, llavors de 18 anys. Urdaneta va preparar l'itinerari de retorn amb el qual l'embarcació estaria allunyat de zones de tempestes, navegant primerament cap al Japó. La travessia va ser llarga, albirant el 18 de setembre terres a Amèrica. El 26 de setembre, després de 118 dies de navegació, albiren Califòrnia i comencen a descendir. Es van trobar amb Illa de Cedres i Loreto, els caps de la Pau i Sant Lucas, les Illes Marías així com el Cap Corrents, no obstant això l'anomenada "pesta de mar" es desenvolupa a bord matant al contramestre, el pilot i 14 mariners prop de Barra de Nadal, per la qual cosa Urdaneta contínua fins a Acapulco amb 18 tripulants supervivents que van arribar el 8 d'octubre. El Capità Alonso de Arellano al comandament del patatxo "Sant Lucas", que era una petita embarcació de 20 tripulants es va extraviar després d'haver sortit de Barra de Nadal perquè una tempesta ho va separar de la flota. Com que no hi havia notícies de cap embarcació perquè es trobaven aïllats, va continuar el viatge per retrobar-se amb la flota espanyola a les illes Moluques on espero 30 dies i després va recórrer les costes de la Xina buscant a Legazpi, sense tenir coneixement de la flotilla, decideix tornar a Nova Espanya, on van arribar a la península de Baixa Califòrnia. Quan es dirigia a Barra de Nadal, una tempesta va fer que l'embarcació gairebé se n'anés en orris, davant la desesperació dels tripulants van prometre que si se'n sortien, portarien carregant el pal major fins a la Ciutat de Mèxic i ho plantarien en el turó del Tepeyac. L'embarcació va arribar a terra el 9 d'agost de 1565, i el patatxo "Sant Lucas" el primer vaixell que va creuar l'Oceà Pacífic d'Oest a Est. És per això que es veu un masteler de vaixell en terra en l'antiga basílica del turó del Tepeyac, sent avui una rèplica de ciment.

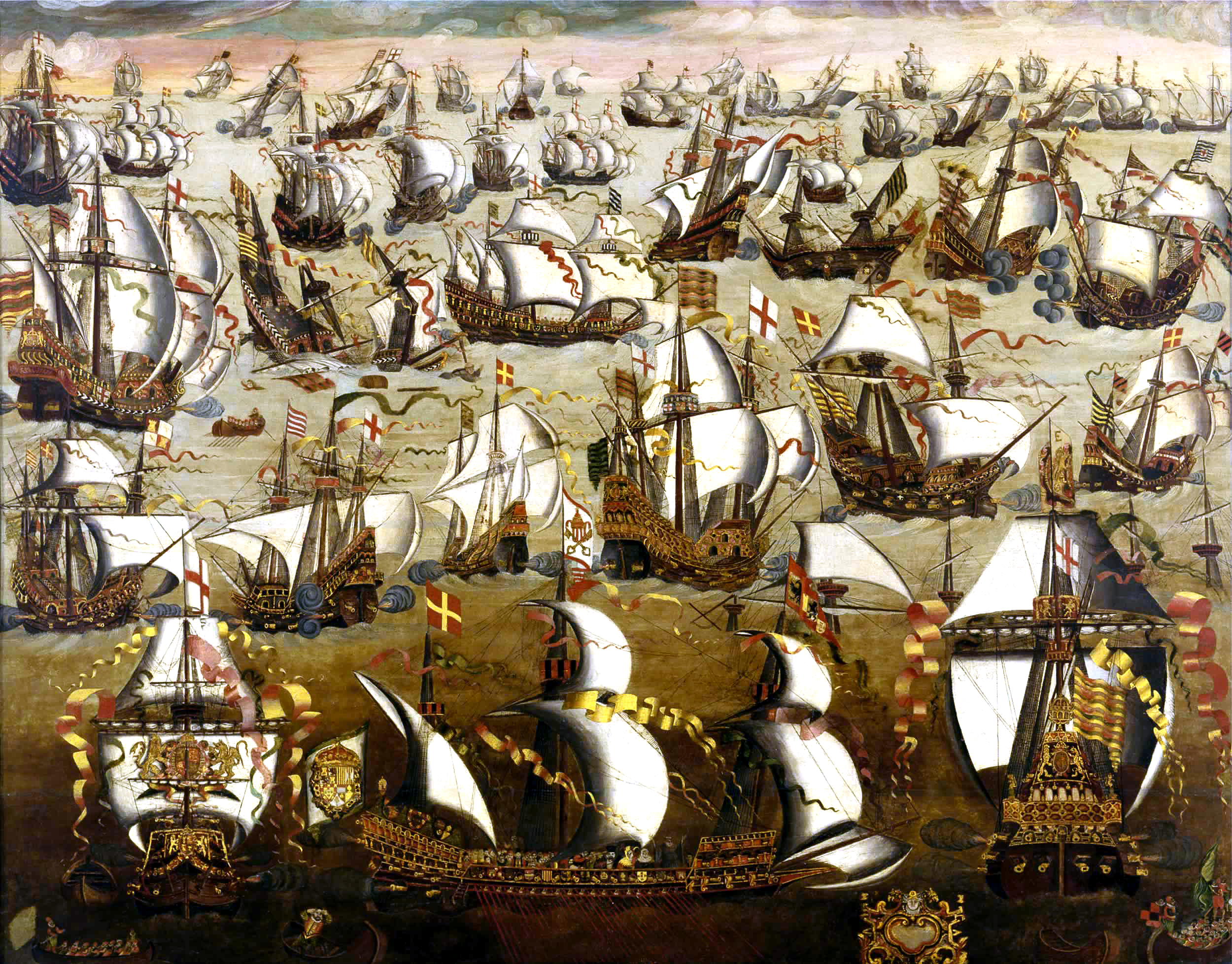
L'Armada Invencible contra la flota anglesa.

Espanya, malgrat que en aquells temps era l'imperi més poderós del món en els inicis del segle XVI era constantment hostigado pels regnes que ja havia subordinat, tractant d'obtenir així més independència des que el rei Carles, V d'Alemanya i I d'Espanya, va heretar els territoris del Sacre Imperi Romanogermànic dels seus avis Habsburg així com els territoris ibèrics, que per descomptat incloïen les possessions que havien conquistat a Amèrica que va heretar dels seus avis materns de les cases de Castella i Aragó. El seu fill, el rei Felip II, va continuar amb el llegat del seu pare: buscà la unitat de la monarquia espanyola i va continuar la lluita contra els musulmans i protestants. Aquests conflictes són un exemple de les constants guerres en les quals havia de participar l'imperi espanyol per diverses causes: l'existència d'atacs pirates en les costes espanyoles en el nord d'Àfrica així com la revolta dels moriscs de les Alpujarras de 1568 i que va ser sufocada en 1571, o la batalla de Lepanto en 1571 que va enfonsar la moral otomana durant la Invasió otomana a Europa; el fracàs de l'Armada Invencible, durant la Guerra anglo-espanyola de 1585-1604, ja que tots dos es disputaven el control de l'oceà Atlàntic i la rebel·lió sorgida als Països Baixos que buscaven la seva independència en la Guerra dels Vuitanta Anys. És a dir, Espanya seguia prosperant gràcies al comerç que sostenia amb les seves colònies a Amèrica però al mateix temps sostenia guerres diferents contra França durant les Guerres Italianes, Anglaterra i les Províncies Unides. Durant la meitat del regnat de Felipe IV es pot observar la importància de la figura del Conde-duc d'Olivares, que va promoure un grup de reformes fiscals, administratives i militars que mai es van poder dur a terme per la guerra que se sostenia amb França i posteriorment a la Guerra dels Trenta Anys, de nou una guerra contra els Països Baixos i les guerres de Portugal i la Revolta de Catalunya (1640). Aquestes situacions van complicar la situació política de la Monarquia fins a la signatura de la Pau de Westfàlia, on per fi es va aconseguir un equilibri a Europa a costa de les derrotes d'Espanya, ja que va existir una constant declinació naval que va iniciar amb la derrota de l'Armada Invencible en la batalla de les Dunes el 21 d'octubre de 1639 contra a la flota dels Països Baixos. Aquests esdeveniments esdevinguts Espanya van tenir, per descomptat, repercussions en la Nova Espanya, que era depenent a un Imperi assetjat des de punts militars i polítics pels seus enemics, sent les línies de comunicació marítima els principals objectius d'enemics i pirates. La Nova Espanya comptava amb dos ports importants en la costa oriental on arribaven la majoria de les mercaderies que s'enviaven a Espanya, com l'eren Veracruz i Campeche, sense tallar les mercaderies procedents de Cartagena d'Índies del Virregnat de Nova Magrana i de l'Havana a Cuba, que eren constantment atacades pel que necessitaven una defensa naval constant. La primera batalla naval en costes mexicanes va ser l'any de 1568 a Veracruz durant la tercera expedició del corsario John Hawkins que buscava reparar les cinc embarcacions que comandava i que van ser sorpreses per una tempestat en Cap Sant Antonio, Cuba, per la qual cosa va decidir pagar Mèxic per Cap Catoche on va creure convenient reparar les seves naus en Les Vendes de Buitrón, avui Sant Joan de Ulúa. Va arribar al mateix el 15 de setembre sense cap sospita, ja que s'esperava l'arribada de la flota que portava al nou Virrey Martín Enríquez d'Almansa, per la qual cosa fàcilment Hawkins es va fer de la plaça prenent com a presoners a la guarnició. La flota del virrey, composta de 13 galeons ben armats esperaven l'atac. Durant la nit del 22 de setembre, Martín Enríquez d'Almansa va donar l'ordre d'atac. En la matinada del 23, Hawkins, va veure l'avanç de l'enemic, que ordena disparar contra ells, no obstant això, els espanyols van utilitzar primer l'atac amb els seus arcabuces per després fer el propi amb la seva artilleria. Les embarcacions de Hawkins van quedar destruïdes, sent el "Minion" incendiat, el "Jesus de Lubeck" capturat, el "Angel" i el "Swalow" van ser enfonsats després de l'atac espanyol. Aquesta mateixa tarda, els espanyols van recuperar la guarnició i armen l'atac final contra els anglesos que havien caigut en la desesperació i tractaven de salvar-se pujant-se al semienfonsat "Minion". Hawkins, després es va adonar de la falta del seu buc "Judith", que havia sortit amb rumb a Anglaterra i que era comandat per Francis Drake que després arribaria a ser el primer comandant a completar la circumnavegació al planeta i un dels comandants i pirates més temuts en tot el planeta, a aquesta acció de guerra se li va conèixer aviat després com la Batalla de Sant Joan de Ulúa. Aquest tipus d'incidents en el Golf de Mèxic i en el Mar Carib van donar lloc al fet que l'any de 1595 es tingués la idea que Espanya requeria una Armada que tingués presència permanent a Amèrica, amb l'objecte de protegir els ports i bucs d'atacs de pirates. La missió de la mateixa seria anar a Nom de Déu, avui Panamà, acompanyant a les galeres de Cartagena, Colòmbia, amb la finalitat de portar plata a la mateixa esperant l'arribada dels galeones provinents d'Espanya, així com acudir a Cap de Sant Antón, Cuba, i protegir la flota de la Nova Espanya, i acudir a la mateixa si calgués.
Malgrat aquelles bones intencions, el temps passo i sense resultat algun d'aquesta formació. Un dels primers projectes parlava de la creació d'una doble defensa en la mar que consistiria a col·locar dues galeones i una fragata a Canàries, i dues flotes més constituïdes del mateix que patrullarien la costa de Terra Ferma fins a Nom de Déu, Panamà, Cartagena d'Índies i Santa Marta a Colòmbia, Cap de la Vela a Veneçuela, Illa Margarita, i Dominica; així com una altra flota que creués per Puerto Rico, Santo Domingo, Cuba i Jamaica. Aquests plans no preveien l'ús de cap port de la Nova Espanya, perquè Veracruz o Campechese trobaven menys exposats lluny dels atacs que procedien de l'oceà Atlàntic. Van passar així 45 anys sense que aquell assumpte donés fruits, encara que la creació de la trucada Armada de Sobrevent de vegades semblava una realitat, altres vegades semblava ser tan sols un somni d'alguns, perquè quan es parlava de la construcció d'un nombre de bucs, simplement els diners no aconseguia si més no per a la meitat dels mateixos fins que l'any de 1640 va arribar a la Nova Espanya el Virrey Diego López de Pacheco, que va dirigir els seus esforços a la construcció d'aquesta Armada a la qual va prestar sis navilis, perquè l'Armada comencés les seves patrullajes. En la junta que es va fer a Veracruz es trobava el general de la flota, Roque Sègol; l'Almirall Juan de Campos; Alonso de Contreras, així com Juan Blázquez i José de Valdez, tresorer i comptador respectivament i finalment Diego de Aldana, que era el capità de mar i guerra de la flota. Els primers galeons que van formar part de l'Armada de Sobrevent, que eren d'origen mercant i que el govern virreinal va comprar a 40 ducats la tona van ser el "Concepció" de 300 T, el "Nostra Senyora del Rosari" de 230, el "Sant Antonio" de 400, una urca de 400 construïda a Jamaica, un patache de 150 i una fragata de 400 que va ser construïda en Campeche, i d'aquests últims no es tenen registres dels seus noms. Els navilis van ser enviats a l'Havana, on serien armats per al seu ús militar. Al cap de poc, uns bucs anglesos van ser vists de Alvarado on es construïen dos galeones per a ús l'Armada, per la qual cosa en saber-se això a Veracruz, l'Almirall Antonio de la Plaça es va dirigir a la recerca d'ells, aquesta seria la primera vegada que l'Armada de Sobrevent enfrontava un combat naval, la qual cosa va succeir el 9 de juny de 1641 prop de Riu de Canya, Veracruz, prenent presa la nau i a 22 presoners. Seria la primera vegada en què els pirates van ser interceptats en costes mexicanes. L'Armada de Sobrevent rares vegades es trobava a Veracruz, i només ho feia per descanzo de la tripulació. El Virrey Payo Enríquez de Rivera va ordenar en 1673 la colonització de Hawaii, abans conegudes com a illes de la Taula. Durant el govern del Virrey Payo Enríquez de Rivera es va ordenar en 1678 la construcció de les primeres escoles d'artilleria en els regnes espanyols, sent construïdes a Veracruz, l'Havana i Cartagena així com l'ús de l'Armada de Sobrevent contra els pirates a la ciutat de Santa Marta, no obstant això, desentès de les costes de la Nova Espanya, els pirates van prendre Campeche al juliol de 1678 i van prendre els diners de les caixes reals i la plata de Panamà. Alejandro Farnesio havia advertit a Tomás de la Truja i Manrique de Lara dels constants atacs de les quals era la Nova Espanya, fent cas omís d'això, el 17 de maig de 1683, Francois Grammont i Laurent Graff, desembarcaren a Punta Grossa amb un grup de pirates que mobilitzant-se per la platja nord i el rierol de Vergara van arribar a la ciutat de Veracruzsperorpresa, fallant tots els dispositius de defensa del port, morint en la defensa innombrables ciutadans, ;ls pirates van fugir quan s'apropava la flota de Diego de Saldívar, perquè ja havien saquejat el port. Després d'aquest succés, l'Armada de Sobrevent va ser reorganitzada i se li va donar el comandament a Andrés Ochoa i Zárate perquè protegís aquestes costes. En 1688 va arribar a governar Gaspar De la Truja Sandoval Silva i Mendoza, que envia a Santo Domingo una expedició per derrotar i treure als francesos que l'havien ocupat, per la qual cosa necessària l'ajuda de l'Armada de Sobrevent composta de sis bucs de línia i una fragata, transportant a 2,600 soldats mexicans. El Virrey De la Truja va acudir a la mateixa per l'estat de guerra que existia entre Espanya i França. L'ocupació francesa va generar una mobilització general per tota l'illa, fins que l'Armada va arribar el 9 de novembre.

La flota va salpar de Veracruz el 19 de juliol de 1690 amb ordres d'escortar una embarcació, no obstant això, després se li va ordenar desallotjar les tropes franceses per mitjà d'un doble front, perquè mentre l'exèrcit partia de Santo Domingo el 21 de desembre, pocs dies després l'Armada es dirigia al port de Camamilla. Allí es van concentrar les forces, i les embarcacions es van dirigir a Guárico i així ocupar el pas de Port Paix, i evitar que els francesos s'aprovisionessin. En aquesta batalla van morir 400 francesos i 47 espanyols, aconseguint la desocupació francesa de Guárico. També van aconseguir capturar a dos navilis de 28 i 24 canons, que havien arribat de França, i una fragata de 16 peces. Sariego del Castillo escriuria sobre la batalla: 

"El governador francès de Guarico va ser de l'opinió de presentar una emboscada, però el Tinent del Rei De Tranquesnay va opinar, d'acord amb el consell de guerra, que anessin esperades les forces expedicionarias en la plana de la Llimonada, on va escollir un lloc avantatjós, i després d'haver jugat l'artilleria i la fusilería, van escometre els francesos a l'arma blanca amb tal furor que ja creien derrotats als mexicans. Amb tota oportunitat van acudir cinc-cents lanceros que estaven en la reserva i que van fer prodigis de valor, es van ordenar a la mercè d'això novament les línies mexicanes que al seu torn van caure sobre els francesos, els qui no podent resistir-les van ser completament derrotats, no quedant amb vida, sinó els que es van refugiar en els boscos".

El virrei Juan d'Encunya de Casa Fort va establir en 1722 la primera fundició d'artilleria en Orizaba, Veracruz. Durant el seu mandat va generar grans beneficis en qüestions militars: es van capturar una balandra i una fragata angleses que s'encarregaven del tràfic de pal de tint, tot això entre Cap Catoche i Cozumel. L'èxit va generar que fossin armades en Campeche diverses piragües que després comandaria Esteban de la Barca sorprenent amb 24 homes en el Riu Belize a una fragata de 24 canons amb quaranta-quatre marins anglesos. En la seva administració, va arribar al fort de Sant Joan de Ulúa una remesa de canons fets a les Filipines per la via de Tehuantepec i es va crear una drassana en Coatzacoalcos així com un cos d'Infanteria de Marina en servei de l'Armada de Sobrevent. L'Armada de Sobrevent va ser desmembrada per Fernando VI que va comunicar al Marquès d'Ancorada, qui llavors era el ministre de la cort de Guerra i Marina, i va arribar al Virrey de la Nova Espanya a la fi de setembre de 1748, a través d'una carta transportada en una goleta particular que va arribar a Veracruz, la carta havia arribat amb retard, ja que el navili que la transportava va ser capturat per bucs anglesos al Canal Vella, decidint el Tingues. José De les Cases, comandant del vaixell, llançar a l'aigua tots els documents. Durant l'última cambra del segle xvii, es van realitzar noves expedicions, dirigides per la Nova Espanya doncs l'ambaixador d'Espanya a Moscou va informar que els russos es trobaven per aquestes terres, així que es va emprendre una campanya de reconeixement del nord de les Californias per trobar establiments russos. Juan Pérez Mallorquí i Estaven José Martínez van salpar del port de Sant Blas en Nayarit, el 24 de gener de 1774 i el 9 d'agost van donar el nom de Sant Lorenzo a l'illa de Nutka, tornant el 27 d'agost de 1774 després d'una campanya de 8 mesos. El següent any va sortir de Sant Blas la segona expedició comandada per Bruno de Haceta, Juan d'Ayala i Juan Francisco del Celler i Quadra. Juan Francisco del Celler i Quadra va descobrir la desembocadura del Riu Columbia a la qual va donar el nom d'entrada de Haceta així com el bec de Sant Jacinto, avui conegut com la muntanya Edgecumb a la ciutat de Sitka, Alaska i el Port de Bucareli a l'Illa Príncep de Gal·les. En 1776 es va ordenar una nova expedició, per la qual cosa es van manar construir en Guayaquil les corbetes "Princesa" i "Favorita" que van sortir de Sant Blas l'11 de febrer de 1779 al comandament de Juan Francisco del Celler i Quadra i Ignacio Arteaga. En Orizaba d'igual forma, es van construir els primers canons barrinats i tornejats en sòlid en calibre de quatre per Diego de Pans. A l'octubre de 1789 el Virrey Juan Vicente de Güemes Pacheco i Padilla va manar folrar de coure els cascos dels guardacostas. En 1790 es va manar una nova expedició amb direcció al nord composta d'una flotilla amb la Fragata "Concepción", el paquebote "Sant Carlos" i la balandra "Princesa Real", amb la finalitat de colonitzar l'illa de Nutka, el comandant, Francisco Eliza va aconseguir construir algunes edificacions, ordenant als oficials Salvador Fidalgo i Manuel Quimper exploració, conquesta i l'aixecament de plànols d'aquesta. L'última expedició va sortir d'Acapulco amb les goletas "Subtil" i "Mexicana" que eren comandades per Dionisio Alcalá Galiano i Cayetano Valdés, que es van trobar amb els navegants George Vancouver i Broughton que realitzaven les mateixes recerques. El Tinent de Navili Jacinto Caamaño, va ser enviat al costat de la seva fragata "Aranzazu" a explorar el nord. Caamaño va sortir de Sant Blas el 20 de març de 1792 recorrent durant 6 mesos la part septentrional de les illes de la Reina Carlota i el sud de l'illa Príncep de Gal·les. Es troba, doncs, en el Mèxic novohispano, a les raons històriques per les quals moltes vegades en les toponímies de diversos països com Canadà i els Estats Units es trobin noms hispans. Al segle xix, Félix Berenguer de Marquina, llavors Tinent General de la Real Armada, va ser fet presoner per marins anglesos prop de Cap Catoche en el seu viatge amb destinació al port de Veracruz. En qualitat de presoner va ser enviat a Jamaica per després tornar a Mèxic. Els anglesos mai van deixar de bloquejar el port de Veracruz, a més que el seu poder s'havia estès a Europa i Amèrica.
Espanya, que es va aliar amb França després de les signatures de la Pau de Basilea, va implicar que després de la signatura del Tractat de Sant Ildefons existís de nou compte una ruptura de relacions amb Gran Bretanya. En els anys posteriors, Espanya ja no va poder mantenir el poder naval que ho havia caracteritzat i per contenir les hostilitats d'Anglaterra, que van acabar en un desastre espanyol durant la batalla de Trafalgar, ocàs del poder naval espanyol. Els anglesos, doncs, transitaven amb llibertat per costes mexicanes fent-se de queviures en els ports, no obstant això, ja no existia marina de guerra que les protegís, les demandes dels virreis mai no van ser escoltades, perquè el poder que abans Espanya va tenir s'havia perdut. En 1808, a partir de l'abdicació de Fernando VII en favor de Napoleó, i l'esclat de la Guerra de la Independència Espanyola i la desobediència del Virrey Venegas que no acatava les ordres de Madrid, van començar a gestar la lluita d'independència a Mèxic.

## Revolució d'Independència

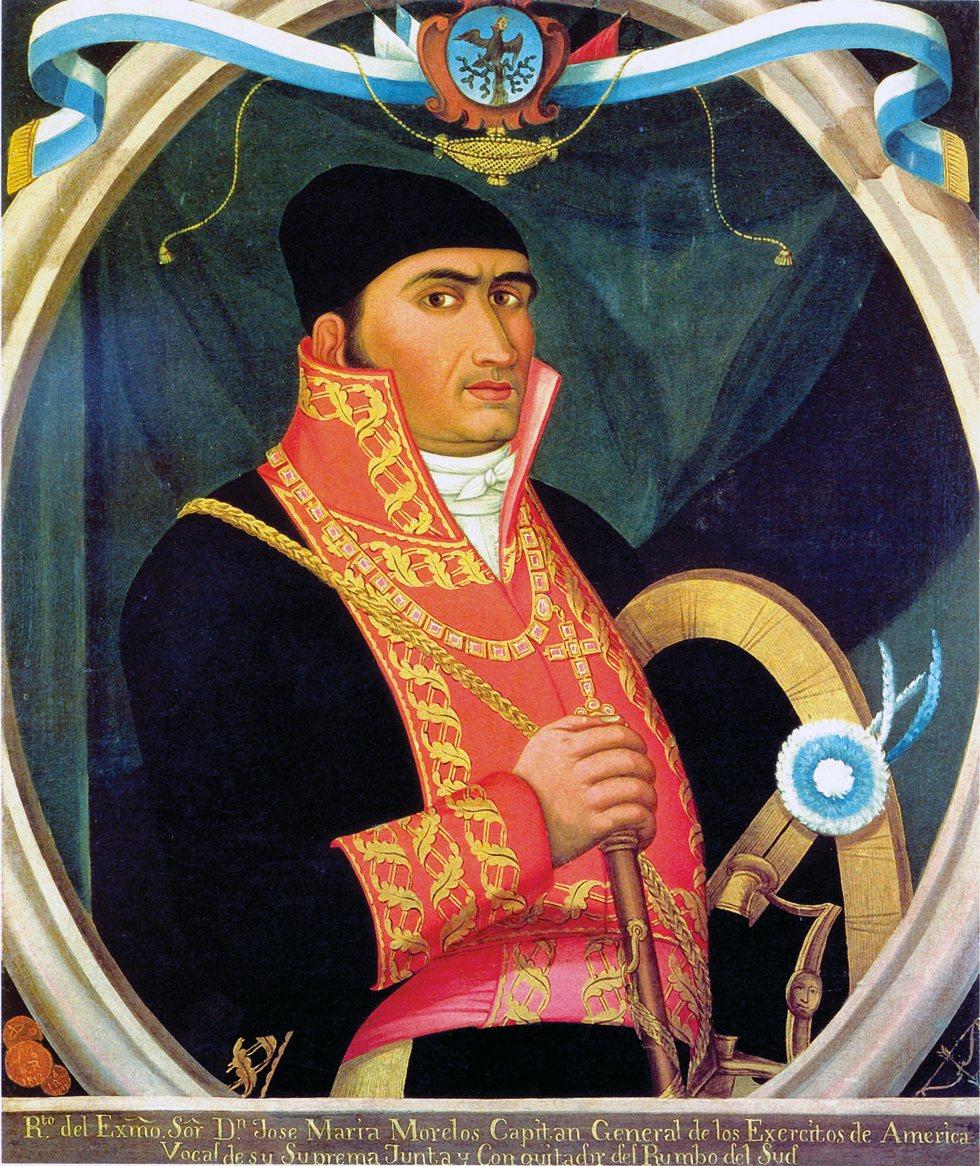
Morelos va creure convenient aconseguir d'alguna forma el control del comerç marítim imperial.

El moviment d'Independència de Mèxic va ser lent i difícil, afermat gràcies a diversos esdeveniments esdevinguts tenint com a conseqüència immediata la terminació de tres segles de dominació espanyola en territori mexicà. La lluita d'11 anys de guerra pot dividir-se en dues principals etapes: la primera, que va estar dirigida per Miguel Hidalgo i Ignacio Allèn i que acabaria amb l'afusellament de tots dos i la segona etapa amb José María Morelos i Pavón, que més tard conclouria Vicente Guerrero. Els cinc anys que continuen després de la mort de Morelos donen per inici a l'ocàs de la insurrecció, quan el virrei Félix María Calleja del Rei n'era el seu principal causant, ja que va exercir una sèrie de mesures que van generar terror entre les files insurgents, així com de la seva estratègia política i control militar, però sobretot la metòdica i acurada ofensiva que va planejar l'any de 1813, van arribar a ser els principals factors del derrocament. Els insurgents, per la seva banda, a la seva manera de guerra de guerrilles, van utilitzar tots els mitjans al seu abast per concretar victòries, duent a terme tants mètodes no professionals com a professionals, ja que existien diferents personalitats que caracteritzaven als caps insurgents; es trobaven en els plans estratègics dels insurgents, diverses operacions logístiques per aconseguir un control de les més importants vies de comunicació, amb el que podrien assegurar un millor control de territoris que beneficiaria al desplaçament de la seva tropa així com la generació de queviures. El control de les vies marítimes va ser, en certa manera, una de les tantes preocupacions dels capitosts insurgents, a pesar que aquests, estaven en certa manera hi estaven restringits pel fet de no disposar de suficients recursos econòmics.
El general José María Morelos i Pavón va expedir el 14 de juliol de 1815 un decret on s'autoritzaven les patents a qui volgués donar suport a la causa independentista del país, afectant el comerç marítim de l'imperi, d'igual forma creava les banderes nacionals de guerra, parlamentària i de comerç. Morelos, ja abans havia ordenat al Gral. Guadalupe Victoria, que llavors era el comandant militar de la zona de Veracruz, d'apoderar-se un lloc en la costa, on els insurgents poguessin establir un port i d'aquesta forma rebre armes i municions que agents adquiririen als Estats Units, sent establert en Filtre de Pedres, que es troba a uns 50 km al nord de Veracruz. El Coronel Peredo va aconseguir mantenir un cert contacte amb el militar francès Jean Lafitte, que per cert operava per tolerància dels Estats Units, tenint la seva caserna general a l'illa de Barataria, en la Badia de Nova Orleáns, rebent set embarcacions mexicanes sent aquestes: la Goleta “La Velona” de 95 homes, Goleta “La Guerrera" de 86 homes, Goleta “La Republicana” de 80 homes, Goleta “L'Elisa” de 40 homes, Goleta “El Terrible” de 75 homes, Corbeta “Brutus” amb 122 homes i la Goleta “La Mexicana” de 60 homes. Per la qual cosa, en 1816 es va concentrar en Filtre de Pedres, una esquadrilla que comandava Louis Ory conformada de la Goleta Mexicana i la Goleta Morelos. Juan de Galván va ajudar la causa independentista mexicana armant un cors i comandant la Goleta “La Patriota” que va transportar algunes armes a ports insurgents i que al setembre de 1816 es va enfrontar a la Goleta espanyola “La Numantina” enfront del Port de Coatzacoalcos, capturant-la i portant-la a Nova Orleáns on va fer lliurament al Gral. Francisco Xavier Mina donant suport la seva expedició.
Un dels principals caps que van succeir a Morelos, potser el més dotat per a l'organització de tropes de línia professional, va anar Manuel Mier i Terán, que coneix a Londres a Francisco Xavier Mina, animant-ho a anar Nova Espanya a lluitar per la insurrecció. Mina va desembarcar amb uns 300 homes en Barra del riu Soto la Marina, el 15 d'abril de 1817, sent afusellat l'11 de novembre de 1817, davant l'operatiu desplegat per Juan Ruiz de Apodaca. Al començament de 1820 la revolució d'independència va arribar a un punt gairebé terminant, que va continuar amb la transacció cap a la consumació.

## Consolidació de la Independència
Els anys de gestació de Mèxic com a país es troben entre els anys 1821 i 1854. Mèxic, en aconseguir-se consagrar com un país independent, es va enfrontar a una inestabilitat de tots nivells i ordres, perquè existien guerres civils per tots costats, va existir un Imperi així de com 5 constitucions i la creació de dos règims federals i dos centralistes. Sumant-li a aquests problemes cal tenir en compteels dos intents de reconquesta per Espanya, les dues intervencions estrangeres, la primera amb França i la segona i més desastrosa per a Mèxic, la dels Estats Units, sofrint la mutilació de la meitat del seu territori i fins i tot Santa Anna va arribar a recórrer a una dictadura.
Existia, doncs, a Mèxic una lluita per com s'hauria d'organitzar el país, uns creien que el model colonial seria el millor mentre que uns altres consideraven millor el model liberal, encara que aquest impliqués un gran canvi per a la nació.
Així doncs, l'agitada vida política del primer mig segle com a país independent van desviar l'atenció del govern dels assumptes marítims i l'enfortiment de l'Armada de Mèxic, a pesar que aquesta hagués estat necessària.
Amb la seva independència d'Espanya, Mèxic va optar al principi per un govern monàrquic constitucional que tindria un poder executiu que seria representat per una Regència de caràcter provisional, mentre Fernando VII o un príncep espanyol arribava a ocupar el tron, com això no va succeir, el Tractat de Còrdova accedia a formar una Junta de Notables que se li va donar el nom de Junta Provisional Governativa, que governaria al país mentre el Congrés Constituent dictava una Constitució per a l'Imperi Mexicà, sent nomenat al setembre de 1821, Agustín de Iturbide com a emperador i conferint-se-li el càrrec de Generalísimo de les Armes de Mar i Terra, o d'una altra forma Generalísimo Almirall. La Junta, exercint el seu primer acte com tal va proclamar l'Acta d'Independència de l'Imperi. Organitzant l'administració pública segons la llei del 4 d'octubre de 1821 en 4 ministeris d'estat: el de Relacions Exteriors i Interiors; el d'Hisenda; el de Justícia i assumptes eclesiàstics i finalment el de Guerra i Marina, designant a Antonio de Medina Miranda com a ministre d'aquest, que anteriorment era oficial de l'Armada d'Espanya. A la caiguda de l'imperi es va canviar el nom de Ministeri pel de Secretaria, sent nomenat el Gral. José Ignacio García Illueca, que en morir al cap de poc va ser substituït pel Gral. brigadier José Joaquín d'Herrera.

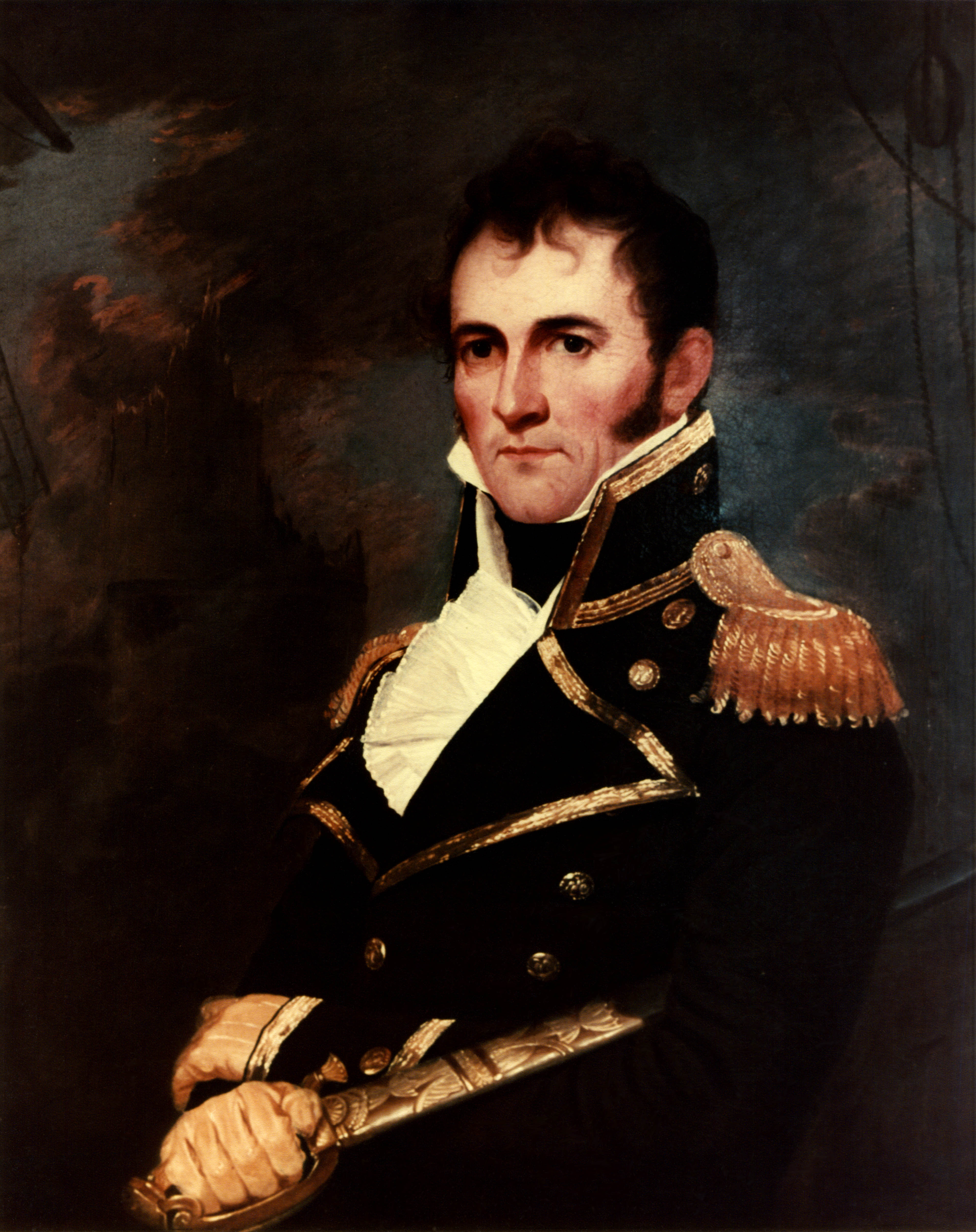
El comodoro David Porter, clau durant els intents de Reconquesta a Mèxic.

Durant els primers anys de Mèxic com a país independent es trobava un constant perill a la recentment nascuda nació, ja que van existir alguns intents estrangers que van posar al descobert la feblesa del poder naval de Mèxic, llavors gairebé nul. Antonio de Medina Miranda, llavors ministre de guerra i marina durant el regnat d'Agustín de Iturbide, va ser el primer a indicar la necessitat de la Marina mexicana per vèncer a l'últim reducte espanyol, que es trobava en Sant Joan de Ulúa. El Gral. espanyol José María Dávila, que era governador de Veracruz es va comprometre a lliurar la plaça a les mans del Gral. Antonio López de Santa Anna, no obstant això, est va reunir queviures, soldats i municions al Castell de Sant Joan de Ulúa, tractant de conservar per a l'Imperi aquesta porció de terra i buscar la reconquesta des d'aquest lloc, doncs, pocs dies després de ser només 200 soldats, la xifra es va incrementar a més de 2,000. Agustín de Iturbide, que considerava inútil la batalla perquè no existien embarcacions mexicanes que poguessin enfrontar a la flota espanyola i que a més, tractar de generar la presa des dels baluards de Veracruz era impossible perquè no es disposava d'artilleria gruixuda, tracta d'entaular negociacions.
La situació de pau es va posar encara més crítica amb l'arribada del brigader espanyol Francisco Lemaur, perquè aquest no podia dictar lleis en sòl mexicà (propers a la fortalesa), va obrir foc sobre el port de Veracruz, i va obligar a l'Estat Mexicà a organitzar un bloqueig i fustigació naval en 1825, que culminaria amb la Presa de Sant Joan de Ulúa, sent aquesta la primera batalla lliurada per l'Armada de Mèxic. Complerta la missió que li va ser conferida al Cap. Pedro Sainz de Baranda i consolidada la independència mexicana, el govern mexicà va arribar a la conclusió que l'Imperi espanyol, en negar-se a reconèixer els Tractats de Còrdova, seguiria buscant la reconquesta de Mèxic utilitzant a Cuba com a base, que per la seva proximitat del territori nacional representava una amenaça per a la naixent nació. Lucas Alamán, qui llavors era el Ministre de Relacions Exteriors, va avaluar l'amenaça militar que Cuba era per a Mèxic. Al començament de 1824 la política exterior de Lucas Alamán es va centrar en la idea d'annexar l'illa de Cuba a territori mexicà, creient que amb les forces armades mexicanes i encoratjat per ofertes d'ajuda d'Anglaterra i França, es podria aconseguir aquella comesa, no obstant això, Estats Units, ja veia a Cuba en actitud d'expansió.
L'èxit obtingut durant la Presa de Sant Joan de Ulúa, va motivar al govern a girar una política a favor de crear una armada potent i millor entrenada, d'acord amb el que va dir el General José Joaquín d'Herrera, per la qual cosa es van contractar els serveis del Comodoro David Porter, que va ser heroi de la Guerra Anglo-nord-americana de 1812, i que va ser suspès de l'Armada dels Estats Units per un consell de guerra que considero que s'havia excedit el seu comandament durant un incident a Puerto Rico. David Porter pren el comandament de la flota mexicana, que era composta per la fragata pesada “Llibertat” de 40 canons, la bergantina “Victoria” de 20 i els bergantins “Bravo” i “Hermon” de 18, amb les ordres d'escometre les línies de comunicació marítima que llavors tenia Cuba.
Així doncs, la naixent marina de guerra mexicana va ser en tots els sentits molt reeixida, ja que va aconseguir desallotjar als espanyols de la fortalesa, sent aquesta la seva primera batalla i la seva primera victòria i aconseguir l'objectiu que podria significar l'últim intent de reconquesta imperial. Un any després, es va engegar el projecte de Lucas Alamán, ja que l'Armada va començar a dur a terme operacions de creuer en aigües cubanes per a apoderar-se de l'illa o bé iniciar un moviment d'independència, així com atacar al comerç marítim espanyol. Francisco Pizarro Martínez, que era Agent secret del govern mexicà en Nova Orleáns, escriu en el seu informe els enormes avanços en qüestió de disciplina que es van obtenir amb l'arribada de Porter, a qui es va sumar el seu fill David Dixon Porter i el seu nebot David Henry Porter, a qui se li va conferir el grau de Capità de Navili i el comandament de la bergantina "Guerrero". El 8 de desembre de 1826 van salpar de Veracruz i van fer Cayo Os com la principal base d'operacions. I el 10, el "Guerrero" escomet la bergantina espanyola “Mart” i a la goleta “Amelia” per l'altura de Mariel, així com la Batalla de Mariel on perd la vida el Cap. David Henry Porter. Les accions polítiques de Joel Robert Poinsett, ambaixador nord-americà a Mèxic, van complicar la formació de l'Armada mexicana, creant una certa anarquia que fomentava entre els principals líders mexicans, quedant-se a poc a poc sense personal ni embarcacions. En aquesta situació, David Porter sol·licita la seva baixa de l'Armada de Mèxic al juliol de 1829. Malgrat això, l'any de 1829 es desenvolupa l'expedició espanyola a Cap Rojo, desenvolupant-se la batalla de Tampico, on s'aconsegueix posar fi als intents de reconquesta espanyols.

## Primera intervenció francesa
La Primera Intervenció Francesa, es desenvolupa l'any de 1838 i és usualment referida amb el peculiar nom de la Guerra dels Pastissos, ja que va tenir com a antecedents les reclamacions que França cap al govern mexicà per les Declaracions Provisionals de 1827, en les quals es denunciaven saqueigs i danys a propietats de francesos durant uns disturbis a Mèxic com el van ser el Motí del Parian, Tehuantepec, Oaxaca i Orizaba. Un dels molts danys que reclamaven els francesos va ser la d'un pastisser que treballava en Tacubaya, en la qual exigia una suma de $60,000, que suposadament s'havien menjat els rebels. França va exigir a Mèxic la suma de $600.000 mil pesos per cobrir la completa indemnització als ciutadans francesos que havien estat perjudicats, així com la destitució d'alguns funcionaris mexicans i que aquesta anés la nació més afavorida en qüestions de comerç i navegació en aigües mexicanes. El govern mexicà no es va voler fer responsable dels danys que s'havien efectuat durant la guerra civil, proposant la solució del problema a un tercer, la qual cosa va rebre la negativa del baró de Deffaudis, enviant una esquadra al comandament de Bazoche que va declarar el 16 d'abril de 1838, un bloqueig a tots els Ports mexicans, danyant encara més l'economia mexicana. Com Mèxic no va accedir a aquelles condicions a les quals Charles Baudin exigia, la guerra va començar. L'esquadra francesa va trencar foc sobre Ulúa que va sofrir seriosos danys. El baluard de San Miguel va quedar completament destruït i els morts i ferits van ser, en gran part, de l'Armada de Mèxic, un dels quals era el Capità de Fragata Blas Godínez Brito. El 28 de novembre de 1838 els marins i soldats que defensaven Ulúa, no tenint un altre camí, van capitular. L'esquadra francesa que va arribar al Golf de Mèxic durant la primera intervenció francesa, va estar conformada, principalment per les Fragates Glorie, Médée, Créole, Naiade, Herminie, Iphigénie, els bergantínes Cuirassier, Zebre, Lapérousse, Eclipsi, Laurier, Dunois, Volticeur, Dupetit, els Bombardas Cyclope i Vulcain i les corbetes Sarcelle i Fortun.

## La guerra amb els Estats Units
La guerra contra els Estats Units entre els anys 1846 i 1848, va significar una derrota militar absoluta i una de les més amargues experiències que ha sofert el país. Per primera vegada en la història de Mèxic es va patir la primera ocupació de la capital de la república a més de perdre aproximadament la meitat del territori que es tenia. Les causes de la guerra han estat moltes vegades qualificades de "absurdes" i "injustes"; no obstant això, la diferència de desenvolupament de la societat mexicana i la nord-americana van decidir-ne el futur.
Estats Units tenia objectius expansionistes i imperialistes, ja que va establir diverses estratègies de compra, i si no podia ser, de conquesta en pro de posseir noves terres, clar exemple d'això és el constant creixement del seu territori des de la seva fundació fins abans de la guerra amb Mèxic, el seu territori s'havia estès d'una petita franja en la costa de l'Atlàntic fins als límits amb Texas, Nou Mèxic i Califòrnia. Varis van ser els factors que van fer en primer lloc, la població nord-americana estava conformada d'immigrants europeus que buscaven la millora de la seva economia i de les seves terres, en segon lloc, pot considerar-se un profund nacionalisme i fe al sistema polític regent, la qual cosa els va portar a crear la Destinació Manifesta. Mèxic, per contra, presentava un panorama bastant diferent, perquè en el procés del país es trobaven les perllongades lluites, com la d'independència i els constants conflictes per l'organització política que havien portat al govern del país a la fallida, pessimisme i inexistència d'un sentiment de nacionalitat, considerant-se uns criolls, mestissos o indígenes, però no mexicans. El territori mexicà del nord es trobava abandonat i malgrat els molts esforços de poblar-ho, aquests havien fracassat. Les relacions diplomàtiques entre Mèxic i els Estats Units es trobaven deteriorant-se progressivament en les primeres dècades del segle xix. Els problemes anaven des de la qüestió dels límits dels dos i la pressió nord-americana a Mèxic amb la finalitat que aquest li vengués part del seu territori. Amb la independència de Texas es ve a donar el rompimiento total, ja que Mèxic havia reclamat els seus drets sobre el territori perdut, donant-se el 4 de març de 1845 Texas l'annexió als Estats Units, malgrat les protestes que feia Mèxic, durant la presidència de James Polk.
El llavors president de Mèxic, José Joaquín d'Herrera, va decidir seguir el consell que li havia fet Anglaterra de reconèixer la independència de Texas si aquest no s'annexava als Estats Units en conèixer la notícia de l'annexió de Texas. Texas, va fer cas omís a Mèxic i va confirmar la seva incorporació als Estats Units el 4 de juliol de 1845. No obstant això, Estats Units pretenia fer a Mèxic reconèixer al Riu Bravo com el veritable límit de Texas i a més d'això, pressionava la venda del territori de Califòrnia, la qual cosa va evitar qualsevol arranjament amb els nord-americans. Els Estats Units van col·locar tropes a la frontera mexicana pretextando el resguard d'un possible atac mexicà a Texas, la qual cosa evidentment va donar inici al conflicte, tints de serietat a incidents entre ambdues tropes, per la seva proximitat. L'Armada de Mèxic, per la seva banda només existia en els papers, gairebé tot el personal de marina es trobava a les ordres de generals de l'exèrcit, servia en les fortaleses militars o en les casernes costaneres de l'exèrcit. Després de l'annexió de Texas pels Estats Units, van sorgir altres incidents que es van ser sumant, donant l'inici de les hostilitats formals.
El comodoro Frank Forest va arribar al comandament del “St. Louis” en el port de Monterey, Califòrnia al juny de 1840, amb pretext de protegir els drets de ciutadans nord-americans mentre el comodoro Jones va desembarcar amb una flotilla al mateix lloc, demandant la rendició la plaça per tal com aquest creia que la guerra ja havia esclatat, les protestes del govern mexicà només van aconseguir que el comodoro oferís una disculpa a l'octubre de 1842.
El comodoro David Conner, que llavors era el comandant de la flota de l'oceà Atlàntic va rebre ordres de patrullar en aigües mexicanes a l'abril de 1844, mostrant el poder militar nord-americà. El 23 de maig, Estats Units va notificar al congrés mexicà que aquest ja havia annexat a Texas, la qual cosa va fer que Mèxic es negués a reconèixer el tractat. Els següents esdeveniments mostren com es va desenvolupar l'avanç nord-americà per mitjà de la seva marina: 
| Data                   | Esdeveniment |
| ---------------------- | --- |
| 18 d'abril de 1845     | David Conner porta Antón Lizardo a la seva flota. |
| 28 d'agost de 1845     | El govern nord-americà ordena el bloqueig dels ports mexicans. |
| 18 de novembre de 1845 | El comodoro John D. Sloat,al comandament de la flota del Pacífic, fondeja a Mazatlán. |
| 13 de maig de 1845     | Tots dos governs reconeixen el seu estat de guerra. Comença el bloqueig absolut de ports mexicans.                                                                                           |
| 16 de juny de 1846     | Mèxic declara la guerra als Estats Units. |
| 29 de juliol de 1846   | Sloat lliura el comandament Robert F. Stockton, ja havent capturat els ports del nord de Mazatlán. Cauen Los Angeles, Monterey i Sant Diego.                                                 |
| 7 d'agost de 1846      | David Conner arriba amb la seva flota a Alvarado però el mal temps l'obliga a abandonar la seva posició, i Antón Lizardo es retira.                                                          |
| 2 de setembre de 1846  | La fragata “La Cyene”, presa, desembarca al port de Sant Blas. |
| 7 de setembre de 1846  | Les tropes invasores del “Warren” que comandava el Comodoro Hull prenen el Port de Mazatlán.                                                                                                 |
| 23 de setembre de 1846 | El comodoro Perry s'uneix al Comodoro Conner, |
| 15 d'octubre de 1846   | La força naval invasora de 4 fragates i moltes corbetes es compon en dues divisions: una comandada pel Comodoro Perry; i l'altra, per Conner, amb la finalitat d'atacar el Port de Alvarado. |

El capità de fragata Tomás Marín, que era el Comandant General de la Costa de Sotavent, va reunir tots els mitjans que tenia a les seves mans per protegir el fort de Alvarado, amb l'ajuda del capità de fragata Pedro Díaz Tafaner, comandant del fortí i Juan Laine, Comandant del Fortí de Santa Teresa. L'artilleria de la Marina, es trobava en molt mal estat i solament era manejada per 30 mariners, 1 condestable i 8 soldats d'infanteria. La població civil va ser evacuada, quedant al poble uns piquets de la Guàrdia Nacional de Alvarado, Tlacotalpan, Cosamaloapan i Acayucan.
A les 2 pm. els nord-americans van començar el desembarcament, penetrant en el Port i disparant els seus canons per rendir la plaça. Els trets van rebre immediatament la contestació des de la fortalesa. El Tinent Laine concentro tot el seu foc sobre el vaixell almirall, ja que creia que els canons no eren suficients per rendir totes les embarcacions, com a conseqüència, el Comandant nord-americà va ordenar la retirada.
L'endemà el Comandant Perry es va apoderar del Port de Frontera, dirigint-se a la desembocadura del Riu Usumacinta. Perry va continuar riu amunt fins a Sant Joan Baptista, trobant-se amb el llavors Comandant Militar del lloc, el Coronel Juan B. Traconis que va rebre una comissió de marins nord-americans exigint-se la rendició de la plaça, sent la resposta rebuda per Perry: “Digui vostè al Comodoro Perry que primer moriré amb la meva guarnició abans de lliurar la plaça”. El bombardeig va començar amb la finalitat de rendir-la, i els primers trets van partir l'asta de la bandera de la Caserna General, això mateix va provocar que l'estol invasor pensés que ja s'havia donat la rendició de la plaça, per la qual cosa van suspendre el foc i van enviar a una nova comissió a indagar, rebent la mateixa resposta i dient que el mateix fixaria l'asta de la bandera a la part alta de la torre de l'Església, per la qual cosa el foc va continuar fins a migdia en què Perry va tornar a Frontera davant la impotència de prendre la plaça. El 14 de desembre Matthew Perry aconsegueix prendre Ciutat del Carmen i el 5 de març de 1847 arriba el General Winfield Scott a Anton Lizardo per aconseguir coordinar juntament amb Conner el pla del desembarcament de tropes amb la finalitat de prendre Veracruz.
8.600 homes que havien estat dividits en tres grans columnes al comandament dels generals William J. Worth, Robert Patterson i David I. Twiggs van desembarcar el 9 de març en platja Collado, després de la qual cosa van avançar sense trobar resistència. El 20 de març el Comodoro Matthew Perry relleva a David Conner, fent un viatge dels Estats Units a Mèxic en el Missisipi. El 22 de març les forces nord-americanes es trobaven en posició d'atac, tant per mar com per terra, exigint el Gral. Winfield Scott al Gral. Juan Morales la rendició i evacuació de la plaça, per a això va donar un termini de dues hores. Morales va optar pel combat sabent per endavant les nul·les possibilitats de victòria. El bombardeig es va iniciar a les quatre de la tarda i va continuar durant tota la nit fins al 27 de març, quan cayo Veracruz en mans invasores. Durant el combat es va distingir pel bàndol mexicà, el Tinent de Marina Sebastián José Holzinger que comandava l'artilleria del baluard Santa Bàrbara, ja que durant el bombardeig una bala va fer que es trenqués la drissa de la bandera que inevitablement va caure, per la qual cosa el Tte. Holtzinger va pujar al Merlon lligant-la de nou compte, no obstant això una altra bala va arrencar el Merlon, aixecant-se novament i tornant a col·locar la bandera, aconseguint sostenir-la inclusivament sota la pluja de bales que queien sobre el baluard. Durant els anys de guerra els ports mexicans del Pacífic i Golf van ser bloquejats i presos, caient diversos marins en diverses accions com en la defensa de San José del Cap, en la qual va caure el Tinent José Antonio Mijares el 21 de novembre a conseqüència de les ferides sofertes.
Després de la pèrdua de la capital, i ja sense poder continuar amb resistència possible, ja que Mèxic mancava de les armes i poder econòmics suficients per continuar la guerra des d'altres fronts, es va negociar un tractat de pau, signat en Guadalupe Hidalgo, per representants de Mèxic i dels Estats Units al febrer de 1848. El suposat tractat va estar titulat com a “Tractat de pau, amistat i límits”. Aquesta guerra va ser molt desigual, no obstant això tant la marina com l'exèrcit mexicà van barallar en defensa del territori, que al final es va perdre.

## Segona Intervenció Francesa a Mèxic
La participació militar de l'Armada de Mèxic durant la Guerra de Reforma va ser gairebé nul·la, sent la Segona Intervenció francesa el retorn històric de la marina de guerra. El govern liberal mexicà era llavors constantment pressionat pels Estats Units amb la finalitat que Mèxic dugués a terme tractats amb el govern nord-americà, perquè volien que se'ls atorgués moltes concessions com va succeir en el cas del Tractat Mac Lane Ocampo i amb la sol·licitud de Buchanan al Congrés de Mèxic perquè creés una llei que autoritzés a les forces nord-americanes a fer ús de les seves forces per "garantir" els drets i interessos dels seus ciutadans residents a Mèxic, buscant mantenir la supremacia política i econòmica nord-americana en el continent americà. Aquesta política va arribar a preocupar a les potències europees que sempre havien controlat la zona. França, Anglaterra i Espanya havien cregut convenient l'establiment i suport de governs que anessin monàrquic-constitucionals en el continent americà, per posar fi a les ambicions que tenien els Estats Units.
Sabent les potències dels problemes en els quals estava el govern liberal mexicà per pagar tots els deutes sorgits per les constants guerres, Anglaterra i França es van posar d'acord el setembre de 1861 de pressionar al govern mexicà, per la qual cosa van enviar una flota que ocupo les duanes marítimes mexicanes, fet que creien seriosa suficient per al pagament de les seves reclamacions. Espanya per la seva banda, mano forces de Cuba per atacar Tampico i Veracruz, proposant d'igual forma a França i Anglaterra una operació conjunta per aconseguir el pagament dels seus deutes i posar “ordre” a Mèxic, en aquesta opinió va estar d'acord França però no Anglaterra, acció que va destruir l'aliança formada entre les tres potències. No obstant això França tenia plans d'intervenir en la política mexicana i imposar un govern monàrquic que treballés sota l'ordre francès, la qual cosa va tenir el suport de marquistas i conservadors mexicans, per la qual cosa en comptes d'anar-se'n a Pas Ample com havien promès al govern mexicà en els tractats de la Solitud, es van establir a Còrdova. El Golf de Mèxic va ser escenari de constants desembarcaments i preses de ports pels francesos. L'Armada de França va començar a atacar els principals ports mexicans en 1864 utilitzant la seva poderosa força naval, de molts marins, embarcacions i municions amb la finalitat de controlar el govern de Maximiliano, per a això van col·locar embarcacions a cuidar en els ports de Matamoros, Tampico, Veracruz, Alvarado, Campeche, Sisal, Guaymas, Mazatlán, Manzanillo i Acapulco el que va seguir fins a setembre de 1866 quan van retirar totes les seves forces que es trobaven a Mèxic.

## Segona Intervenció Nord-americana a Mèxic

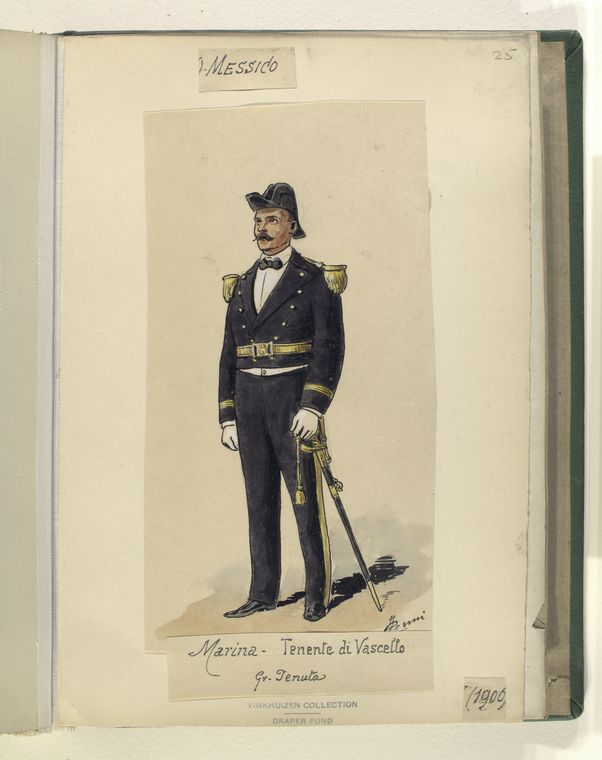
Dibuix de l'uniforme d'un tinent de corbeta de l'Armada mexicana el 1906.

La deterioració de les relacions diplomàtiques amb el govern dels Estats Units i la guerra civil ocorreguda a Mèxic després de la mort del president constitucional dels Estats Units Mexicans, Francisco I. Madero, van portar al que es coneix com la segona Intervenció Nord-americana. Amb el llançament del Pla de Guadalupe el 26 de març de 1913 per Venustiano Carranza amb la finalitat d'enderrocar a Victorià Horta, van començar a lliurar-se els primers enfrontaments a principis del mes de maig, entre les forces constitucionalistes i els federals. Emiliano Zapata, va aconseguir des del sud combatre el govern federal, que malgrat els intents de Victorià Horta perquè aquest s'unís al seu exèrcit, va fer cas omís a la seva carta, va afusellar al Coronel Pascual Orozco, pare del Gral. Pascual Orozco i el 30 de maig de 1913 va canviar el Pla d'Ayala, desconeixent al govern usurpador.
Amb l'entrada de Woodrow Wilson al poder dels Estats Units, l'antic ambaixador nord-americà Henry Lane Wilson va ser retirat del càrrec, acusat d'intervenció en els assassinats de Francisco I. Madero i José María Pi Suárez, després d'aquest fet, Wilson va desconèixer el govern huertista, canviant radicalment la política nord-americana. Wilson, a més d'aquest canvi, el 3 de febrer de 1914 va suspendre l'embargament d'armes que existia amb els revolucionaris, reconeixent als revolucionaris com a part bel·ligerant, per la qual cosa l'obtenció d'armes seriosa més fàcil. Wilson, va posar tota la seva política a favor dels revolucionaris. No obstant això, les esperances que el govern nord-americà va posar en ells es van veure frustrades amb l'entrada del General Obregón a la Ciutat de Mèxic i la presència del “Home de Quatre Ciénegas”. És llavors, al mateix temps dels anteriors esdeveniments que sorgeix la Segona Intervenció nord-americana a l'abril de 1914, amb motiu de la crisi diplomàtica entre els dos països. En conèixer els nord-americans la notícia que un vaixell alemany de nom Ipiranga (el mateix vaixell que va portar a Porfirio Díaz amb direcció a Europa) portava un carregament important d'armes i municions al govern de Victorià Horta, la intervenció nord-americana es desencadena en el port de Veracruz, distingint-se la població civil i els cadets de l'Escola Naval Militar en la defensa del port.
Al començament del mes d'abril de 1914, el Departament d'Estat dels Estats Units havia donat instruccions a tots els consolats que es trobaven llavors a Mèxic, al fet que aquests previnguessin als seus conacionals perquè aquests estiguessin preparats per a una “mobilització que protegiria la seguretat dels nord-americans i les seves famílies”. La premsa nacional i estrangera, va prendre amb serietat aquesta notícia, per tal com ja molts parlaven de l'imminent que era una intervenció dels Estats Units en territori mexicà.
Enfront del port de Tampico es trobaven diversos vaixells de guerra estrangers (nord-americanes, alemanys, francesos, anglesos, ...). Entre els estatunidencs estaven San Francisco, Chester, Connecticut, Dolphin, Des Moines, Cyclops i Solaci, al comandament del contraalmirall Henry T. Maig. Al port de Veracruz estaven els cuirassats Utah i Florida, al comandament del contraalmirall Frank Friday Fletcher.

## Vaixells històrics
- Goleta Iguala
- Navili Àsia o Congrés Mexicà
- Bergantina Constant
- Bergantina Vicente Guerrero
- Vapor Guadalupe
- Canoners Lliberteu i Independència
- Vapor de Guerra Democráta
- Canoner Democráta
- Canoner Mèxic
- Corbeta Escola Zaragoza
- Barca Escola Yucatán
- Pontó Chetumal
- Canoner Tampico
- Canoner Veracruz
- Canoner Nicolás Bravo
- Transport de Guerra Progresso
- Transport Vicente Guerrero
- Canoner Aigua Prieta
- Buc Anáhuac
- Buc Auxiliar Zaragoza II
- Buc Escola Veler Cuauhtémoc

## Marins il·lustres
- Pedro Sainz de Baranda
- David Porter
- David Henry Porter
- Blas Godínez Brito
- José Antonio Mijares
- Sebastián José Holzinger
- José María de la Vega
- Othón P. Blanco Nuñez de Càceres
- Ángel Ortiz Monestir
- Manuel Azueta Perillos
- José Azueta Abad
- Virgili Uribe Robles
- Eduardo Pujol Martínez
- Carlos Castillo Bretón Barrero
- José Villalpando Rascón